# Eduard von Krause
Ernst Eduard Krause, seit 1881 von Krause (* 28. Juni 1827 in Northeim; † 1. Februar 1886 in Magdeburg) war preußischer Generalleutnant und Kommandant der Festung Spandau.

## Leben

### Herkunft
Seine Eltern waren der Rittmeister im hannoverischen 3. Husarenregiment „Herzog von Cambridge“ Louis Krause († 11. Dezember 1847) und dessen Ehefrau Luise Marie, geborene Chrisiani († 8. April 1842).

### Werdegang
Er erhielt seine Schulbildung auf dem Gymnasium in Göttingen. Nach seinem Abschluss wurde er auf Druck seiner Eltern Student an der Universität Göttingen, dort studierte er Theologie und Philosophie. Als der erste schleswigsche Krieg sich abzeichnete, beschloss er sich der hannoverischen Armee anzuschießen. So wurde er am 3. Mai 1848 Volontärkadett in der hannoverischen 3. leichten Brigade. Von dort kam er am 20. November 1848 als Seconde-Lieutenant in das 2. Infanterieregiment. Im Feldzug in Schleswig nahm er an den Gefechten an der Törninger Mühle und bei Ulderup teil. Vom 30. Oktober 1852 bis zum 27. Mai 1857 wurde er in den Generalstab abkommandiert, in der Zeit wurde er am 16. September 1856 zum Premier-Lieutenant befördert. Am 27. Mai 1857 wurde er in den Generalstab versetzt. Am 24. Mai 1870 wurde er zum Hauptmann mit Patent zum 17. Juni 1859 in das 4. Infanterieregiment versetzt, blieb aber in den Generalstab abkommandiert. Am 18. September 1862 kam er in das 6. Infanterieregiment, verblieb aber im weiter im Generalstab. Während der Mobilmachung zum Deutschen Krieg wurde er am 17. Juni 1866 in den Generalstab der Feldarmee versetzt. Während des Krieges kämpfte er in der Schlacht bei Langensalza. Nach der Kapitulation der Hannoverischen Armee bekam er am 31. Dezember 1866 seinen Abschied.
Er wechselte in preußische Dienste und wurde am 9. März 1867 Hauptmann mit Patent zum 17. Juni 1859 in den Generalstab aggregiert und in das Generalkommando des X. Armeekorps versetzt. Am 18. Mai 1867 zum Major befördert, wurde er am 2. August 1867 in den Generalstab einrangiert. Während der Mobilmachung zum Deutsch-Französischen Krieg wurde er am 18. Juli 1870 in den Generalstab des Großen Hauptquartiers versetzt. Er kämpfte bei Gravelotte, Beaumont, Sedan und am Mont Valerian sowie bei der Belagerung von Paris und den Gefechten bei Nouart und Malmaison. Dafür erhielt er am 8. September 1870 das Eiserne Kreuz II. Klasse und am 13. April 1871 auch das Eiserne Kreuz I. Klasse. Krause war für die Analyse der französischen Truppenbewegungen zuständig und war dabei sehr erfolgreich.
Nach dem Krieg wurde er am 1. Mai 1871 zurück in den Großen Generalstab versetzt. Anschließend wurde er am 24. Juni 1871 als Bataillonskommandeur in das 15. Infanterieregiment versetzt. Dort wurde er am 18. Januar 1872 zum Oberstleutnant befördert. Am 13. Juli 1872 wurde er Chef der 3. Abteilung und Nebenetat des Großen Generalstabs, dazu wurde er à la suite des Generalstabs gestellt und am 19. September 1874 zum Oberst befördert. Er erhielt am 26. Januar 1879 den Kronen-Orden II. Klasse. Am 20. Januar 1880 bekam er den Rang als Brigadekommandeur und am 18. Januar 1881 die Beförderung zum Generalmajor, anschließend wurde er am 15. Februar 1881 als Kommandeur in die 14. Infanteriebrigade versetzt. Für seine Leistungen wurde er am 21. Februar 1881 in den Preußischen Adelsstand erhoben. Er erhielt am 19. September 1883 den Roten Adlerorden II. Klasse mit Eichenlaub, am 12. Dezember 1885 wurde er unter Verleihung des Charakters Generalleutnant als Kommandant in die Festung Spandau versetzt.
Im Jahr 1867 schrieb der Oberst Ziemiesky: Major Kause gehört zu denjenigen Persönlichkeiten, deren Wert nicht gleich beim äußeren Erscheinen in den Augen springt, sondern erst bei näherer Bekanntschaft hervortritt. Wenn auch bescheiden und zurückhaltend in seinem Auftraten, fehlt es ihm doch durchaus nicht an der  erforderlichen Energie und Bestimmtheit, um das einmal als richtig erkannte, mit dem nötigen Ernst zu vertreten.

### Familie
Krause heiratete am 24. Juni 1858 in Hannover Anna Luise Marie Drechsler (1836–1880).
- Ernst Ludwig Gustav (1859–1885)
- Luise Dorothea Elwine (* 30. Juli 1862)
- Hedwig (* 9. September 1865)

⚭ 1892 Adolf von Grolmann (1858–1898), Hauptmann, Sohn von Ferdinand von Grolmann (1820–1901), hessischer Generalmajor
⚭ 1907 Hermann Kordvahr
- August Theodor (* 25. Februar 1867; † 1899), Oberstleutnant

Nach dem Tod seiner ersten Frau heiratete er am 3. Oktober 1882 in Göttingen Dorothea Matie Elwine, geborene Drechsler, verwitwete Denecke (1834–1912).